# Буди (Конінський повіт)
Буди (пол. Budy) — село в Польщі, у гміні Клечев Конінського повіту Великопольського воєводства.
У 1975—1998 роках село належало до Конінського воєводства.